# Stebník
Stebník (allemand : Deutschschebnik), est un village de Slovaquie situé dans la région de Prešov.

## Histoire
Première mention écrite du village en 1414.

## Démographie

### Évolution de la population
| Année:               | 1994. | 2004.   | 2014.    | 2024.   |
| -------------------- | ----- | ------- | -------- | ------- |
| Nombre de personnes: | 359   | 340     | 294      | 303     |
| Différence:          |       | -5,29 % | -13,52 % | +3,06 % |

| Année:               | 2023. | 2024.   |
| -------------------- | ----- | ------- |
| Nombre de personnes: | 311   | 303     |
| Différence:          |       | -2,57 % |